# Audea fatua
Audea fatua är en fjärilsart som beskrevs av Felder 1874. Audea fatua ingår i släktet Audea och familjen nattflyn. Inga underarter finns listade i Catalogue of Life.